# سیدعلی ناظم
سیدعلی ناظم بازیکن یزدی تیم ملی فوتبال ساحلی ایران است که در پست مهاجم بازی می‌کند.
او با تیم فوتبال ساحلی ایران مقام سوم جام جهانی فوتبال ساحلی ۲۰۱۷ را کسب کرده است. 
او هم‌اکنون عضو تیم گلساپوش یزد است و در این تیم با مهدی شیرمحمدی مدافع فوتبال ساحلی ایران نیز هم تیمی است.